# North Haven (Connecticut)
North Haven ist eine Stadt im New Haven County im US-amerikanischen Bundesstaat Connecticut. Das U.S. Census Bureau ermittelte bei der Volkszählung 2020 eine Einwohnerzahl von 24.253.

## Geschichte

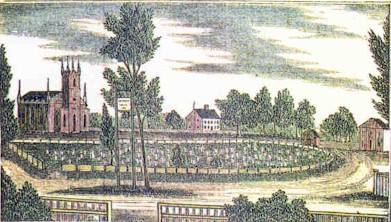
Darstellung der Gemeinde mit Friedhof, Kirche und Versammlungshaus um 1835 von John Warner Barber

Frühe Erwähnung von North Haven findet sich in einem Testament von 1714 mit dem Reverend James Pierpont (1659-1714) ein Areal von gut 3 Hektar einer Gemeinschaft von Nachbarn hinterließ, sofern sie dort ein Gemeindehaus und einen Friedhof einrichten und nutzen würden („provided those neighbors will set their meeting house there and make their training and burying there“). Nach Aufzeichnungen von Ezra Stiles lebten Anfang des 18. Jahrhunderts etwa vierzig Familien in North Haven, die bäuerlich als Selbstversorger lebten.
Im Jahre 1870 gründete John M. Marlin das Unternehmen Marlin Firearms in North Haven zur Herstellung hochwertiger Unterhebel-Repetier-Gewehre in Konkurrenz zur damals bereits etablierten Winchester Repeating Arms Company.
Zum Ende des Zweiten Weltkriegs kam es zu einem bedeutenden Bevölkerungswachstum. Die Bevölkerung von North Haven wuchs schnell und vervierfachte sich zwischen 1945 und 1970. Insbesondere die Produktionsstätten von Pratt & Whitney und Marlin Firearms, begründete nachfolgenden Bevölkerungszuwachs.
In North Haven steht das Rising Sun Tavern, auch bekannt als Half-Mile House oder Todd's Old Tavern Lane, ein historisches Haus des National Register of Historic Places das am 21. August 1979 mit der Nummer 79002638 in die Register aufgenommen wurde.

## Schulen
- Clintonville Elementary School
- Green Acres Elementary School
- Montowese Elementary School
- Ridge Road Elementary School
- North Haven Middle School
- North Haven High School

## Söhne und Töchter der Stadt
- Edwards Pierrepont (1817–1892), Jurist, Diplomat und Politiker
- Hobart B. Bigelow (1834–1891), Politiker und Gouverneur von Connecticut